# دينيسي دونلون
دينيسي دونلون هي سيدة أعمال كندية، ولدت في 22 فبراير 1956 في تورونتو في كندا.